# Julius Randle
Julius Deion Randle (* 29. November 1994 in Dallas, Texas) ist ein US-amerikanischer Basketballspieler, der seit 2024 bei den Minnesota Timberwolves in der National Basketball Association (NBA) unter Vertrag steht. Randle ist 2,03 Meter groß und läuft meist als Power Forward auf. Er spielte College-Basketball für die Kentucky Wildcats. Er wurde im NBA-Draft 2014 von den Los Angeles Lakers an siebter Stelle ausgewählt. In dem ersten NBA-Spiel seiner Karriere brach er sich sein rechtes Schienbein und war daher dazu gezwungen, den Rest der Saison auszusetzen.

## NCAA
Randle spielte ein Jahr für die University of Kentucky. Mit den Wildcats erreichte er 2014 das Endspiel der NCAA-Meisterschaft, dort unterlag die Mannschaft jedoch der University of Connecticut. Das Spieljahr schloss Randle mit Mittelwerten von 15,4 Punkten und 10,4 Rebounds je Begegnung ab.

## NBA-Karriere
Randle wurde in der NBA-Draft 2014 an siebter Stelle von den Los Angeles Lakers ausgewählt. Doch schon in seinem ersten NBA-Einsatz gegen die Houston Rockets am 28. Oktober 2014 brach er sich das rechte Schienbein, als er bei einem Block-Versuch unglücklich aufkam. Er fiel für den Rest der Saison aus. In seinem zweiten Jahr bestritt Randle 75 Spiele und erzielte mit Werten von 11,7 Punkten und 10,2 Rebounds im Schnitt ein Double-Double.
Nach Ablauf seines Vertrags bei den Kaliforniern unterzeichnete Randle am 3. Juli 2018 einen Zweijahresvertrag mit einem Gehalt von 18 Millionen Dollar bei den New Orleans Pelicans. Die Vereinbarung enthielt eine Spieleroption für das zweite Jahr. Diese Option lehnte Randle jedoch ab und unterzeichnete stattdessen am 1. Juli 2019 einen Dreijahresvertrag bei den New York Knicks. Der Vertrag sicherte ihm ein Gehalt von 63 Millionen Dollar zu. In der Saison 2020/21 wurde Randle nicht nur erstmals in das NBA All-Star Game berufen, sondern auch mit dem NBA Most Improved Player Award ausgezeichnet und in das All-NBA Second Team berufen.
Anfang Oktober 2024 gab New York ihn an die Minnesota Timberwolves ab.

## Erfolge und Auszeichnungen
- 1× NBA Most Improved Player Award: 2021
- 1× All-NBA Second Team: 2021
- 3× NBA All-Star: 2021, 2023, 2024

## Karriere-Statistiken

### NBA

#### Hauptrunde
| Saison  | Team        | GP  | GS  | MPG   | FG % | 3P % | FT % | RPG  | APG | SPG | BPG | PPG  |
| ------- | ----------- | --- | --- | ----- | ---- | ---- | ---- | ---- | --- | --- | --- | ---- |
| 2014–15 | L.A. Lakers | 1   | 0   | 14.0  | .333 |      | .000 | 0.0  | 0.0 | 0.0 | 0.0 | 2.0  |
| 2015–16 | L.A. Lakers | 81  | 60  | 28.2  | .429 | .278 | .715 | 10.2 | 1.8 | 0.7 | 0.4 | 11.3 |
| 2016–17 | L.A. Lakers | 74  | 73  | 28.8  | .488 | .270 | .723 | 8.6  | 3.6 | 0.7 | 0.5 | 13.2 |
| 2017–18 | L.A. Lakers | 82  | 49  | 26.7  | .558 | .222 | .718 | 8.0  | 2.6 | 0.5 | 0.5 | 16.1 |
| 2018–19 | New Orleans | 73  | 49  | 30.6  | .524 | .344 | .731 | 8.7  | 3.1 | 0.7 | 0.6 | 21.4 |
| 2019–20 | New York    | 64  | 64  | 32.5  | .460 | .277 | .733 | 9.7  | 3.1 | 0.8 | 0.3 | 19.5 |
| 2020–21 | New York    | 71  | 71  | 37.6* | .456 | .411 | .811 | 10.2 | 6.0 | 0.9 | 0.3 | 24.1 |
| 2021–22 | New York    | 72  | 72  | 35.3  | .411 | .308 | .756 | 9.9  | 5.1 | 0.7 | 0.5 | 20.1 |
| 2022–23 | New York    | 77  | 77  | 35.5  | .459 | .343 | .757 | 10.0 | 4.1 | 0.6 | 0.3 | 25.1 |
| 2023–24 | New York    | 46  | 46  | 35.4  | .472 | .311 | .781 | 9.2  | 5.0 | 0.5 | 0.3 | 24.0 |
| Gesamt  | Gesamt      | 641 | 561 | 32.0  | .470 | .333 | .748 | 9.4  | 3.7 | 0.7 | 0.4 | 19.1 |

### Playoffs
| Saison  | Team     | GP | GS | MPG  | FG % | 3P % | FT % | RPG  | APG | SPG | BPG | PPG  |
| ------- | -------- | -- | -- | ---- | ---- | ---- | ---- | ---- | --- | --- | --- | ---- |
| 2020–21 | New York | 5  | 5  | 36.0 | .298 | .333 | .852 | 11.6 | 4.0 | 0.6 | 0.0 | 18.0 |
| 2022–23 | New York | 10 | 10 | 33.0 | .374 | .258 | .709 | 8.3  | 3.6 | 0.5 | 0.3 | 16.6 |
| Gesamt  | Gesamt   | 15 | 15 | 34.0 | .344 | .283 | .756 | 9.4  | 3.7 | 0.5 | 0.2 | 17.1 |